# Тарановски район
Тарановски район (на казахски: Таран ауданы) е съставна част на Костанайска област, Казахстан. Административен център е град Таран. Обща площ 7624 км2 и население 24 254 души (по приблизителна оценка към 1 януари 2020 г.).